# Antonio el Pipa
Antonio el Pipa (bürgerlich Antonio Ríos Fernández; * 6. April 1970 in Jerez de la Frontera) ist ein spanischer Flamenco-Tänzer und Choreograf.

## Leben

### Kindheit und Jugend
Antonio Ríos Fernández wuchs in einer tief im Flamenco verwurzelten Gitano-Familie auf. Zu Hause wurde gesungen und getanzt. Seine Großmutter Tía Juana la del Pipa spielte eine prägende Rolle in der Flamenco-Szene von Jerez. Juan de la Plata nannte sie reina madre del baile de Jerez. Antonio sah den Tanz als seine Bestimmung: „Ich musste Tänzer sein, es war wie ein Befehl ...“ Von seiner Großmutter lernte Antonio die „kleinen Geheimnisse des Tanzes von Jerez“. Er sei ihr so lange auf die Nerven gegangen, so Antonio el Pipa, bis sie ihm schließlich gezeigt habe, dass er zu Bulerías die Arme offen führen solle, zu Soleares hingegen geschlossen.
Außerhalb des familiären Umfeldes bildete er sich bei Angelita Gómez, Fernando Belmonte, Manolete, Matilde Coral und Manolo Marín aus.

### Künstlerische Anfänge und Durchbruch zum Erfolg
Seinen ersten professionellen Auftritt hatte Antonio el Pipa 1988, im Alter von 18 Jahren, in Manuel Moraos Show Flamenco, esa forma de vivir. Zur gleichen Zeit nahm er an der Fiesta de la Bulería von Jerez teil. 1989 hatte er einen Auftritt in einer Aufführung als Mitglied von Antonio Vargas’ Tanzkompanie in Georges Bizets Oper Carmen. 1990 tanzte er in Sueños flamencos von Cristina Hoyos und in Pasión gitana von Manuel Morao. 1992 tanzte er in Yerma erneut als Mitglied der Kompanie von Cristina Hoyos. Bei der Expo 92 in Sevilla tanzte er im andalusischen Pavillon in Manuel Moraos Show Aire y compás. Im selben Jahr hatte er auch Auftritte in Herejía de la llama von Luis Pérez Palacios und in Apología flamenca von La Tati. Auf der Flamenco-Biennale von Sevilla 1994 tanzte er Jondo, la razón incorpórea, einer weiteren Show von Manuel Morao.
1995 gewann er beim nationalen Wettbewerb von Córdoba zwei Preise: den Paco Laberinto für Bulerías und Premio Juana la Macarrona für Alegrías. Seitdem ist er unerlässlicher Teilnehmer auf vielen Festivals. In jenem Jahr begann er die Arbeit an Vivencias, seiner ersten Choreografie für eine eigene Kompanie.

### Auftritte, Preise, eigene Werke
1996 trat er in Wien beim Festival Tanz 96 in Ricardo Francos Vorstellung De joven arte flamenco auf. 1997 tanzte er beim Festival de Música y Danza in Granada und gemeinsam mit Carmen Linares und Juan Carlos Romero in La Parrala. Am 16. Februar 1997 hatte seine Kompanie mit Vivencias ihr Debüt im Teatro Lope de Vega in Sevilla. Er widmete es seiner Großmutter, „der Reinheit und Aufrichtigkeit ihres Tanzes und ihres Lebens“. Es wurde ein fulminanter Erfolg. Nach der Uraufführung wurde es beim 1. Flamenco-Festival von Jerez und anschließend auf den renommiertesten Bühnen in ganz Spanien aufgeführt. Der Circulo de Bellas Artes zeichnete Vivencias mit der Copa Pavón aus; die Cátedra de Flamencología de Jerez prämierte das Stück mit der Copa Jerez. Madrid Miguel Mora nannte es im September 1997 in El País die „am meisten mit Applaus bedachte Flamenco-Darbietung der letzten Monate“.
1998 tanzte er in Huellas ... Antología de un tiempo unter der Regie von José Luis Ortiz Nuevo im Teatro de la Maestranza in Sevilla. Die Vereinigung Tío José de Paula in Jerez verlieh ihm ihr goldenes Ehrenabzeichen. Beim 15. Wettbewerb von Córdoba präsentierte er erneut Vivencias. Er trat auf Festivals in einer ganzen Reihe von Städten auf, darunter Madrid, Jerez und Lyon. Als Krönung erhielt er zum Jahresabschluss den Premio de la Asociación Nacional de Críticos Flamencos.
1999 präsentierte er Vivencias im Symphony Space in New York und im Théâtre Trianon in Paris. Beim Festival von Jerez im April 1999 brachte er ein neues Stück auf die Bühne: Generaciones. Das Stück setzt sich mit der Weitergabe von Kunstfertigkeit von Generation zu Generation auseinander. Dazu brachte er drei Generationen auf die Bühne: die alte, repräsentiert durch Matilde Coral, seine eigene, vertreten durch María del Mar Moreno, und die heranwachsende, verkörpert durch die zehnjährige Paloma Fantova. Vor allem die Zehnjährige brachte das Publikum aus dem Häuschen mit ihrer koboldhaften, beherzten Art zu tanzen. Sie tanze weder wie ein Kind noch wie eine Erwachsene, sondern mit überzeugender, bewegender Natürlichkeit, schrieb Ángel Alvarez Caballero in einer späteren Kritik.
Neben weiteren Auftritten in Spanien nahm er 1999 an einer Tournee mit dem Musical Caravana de Gitanos in Nordamerika teil. Dort vertrat er die spanischen Calé. Die Tournee, organisiert vom World Music Institute in Manhattan, führte durch die US-Bundesstaaten Kalifornien, Texas, Michigan, Ohio, Florida, Washington D.C., Massachusetts, New Hampshire, Vermont und New York und schließlich nach Toronto in Kanada.
Im September 2000 brachte er, anlässlich der Biennale von Sevilla, sein nächstes Stück zur Uraufführung: Puntales beschäftigt sich mit den vier Stützen des Flamenco: Gesang, Gitarre, Tanz und Händeklatschen. Antonio el Pipa nannte es das ehrgeizigste Vorhaben seiner Karriere. Zum ersten Mal sei er gleichzeitig Choreograf und Regisseur einer großen Truppe, und zum ersten Mal zeige er ein Stück, das keine Geschichte erzähle. Er wolle das Konzept des Balletts „flamencisieren“, ihm Würze verleihen. Dazu engagierte er Absolventinnen seiner Tanzklasse, die er am Centro Andaluz de Danza unterrichtet hatte, 23 Tänzerinnen im Alter von 16 bis 18 Jahren. Als assistierende Solokünstler zog er María del Mar Moreno und Milagros Mengíbar hinzu. Juana la del Pipa, Luis Moneo, Manuel Tañé, Felipe del Moreno und Carmen la Cantarota wirkten als Sänger mit, José Luis Montón, Antonio Jero und Juan Moneo bildeten die Gitarrengruppe und Luis de la Tota und Joaquín Flores unterstützten als Rhythmusgruppe durch Händeklatschen.
Ansonsten war das Jahr 2000 ausgefüllt mit Auftritten auf Festivals in Spanien und im Ausland, darunter Havanna und Brighton sowie Tourneen durch die Niederlande und Dänemark. Zum Ende des Jahres erhielt er den Preis der Fachzeitschrift Flamenco Hoy als bester Tänzer. Gemeinsam mit Concha Vargas und Fernando Terremoto präsentierte er im folgenden Jahr die besten Stücke aus Vivencias, Generaciones und Puntales beim Festival in Jerez. Neben Auftritten in spanischen Städten unternahm er Tourneen in den USA und Marokko.

### Arbeiten seit 2002
Sein nächstes Stück, De “Cai”, el baile, präsentierte er 2002 auf dem Festival von Jerez. Es erzählt vom Beitrag der Leute aus Cádiz zum Flamenco. Es beginnt mit der Schilderung der Seefahrt von Havanna, der Quelle mancher Formen und Rhythmen des Flamenco, nach Cádiz. Getanzt werden die Caña, die Farruca, die Soleá por Bulerías und die Rondeña. María José Franco und José Triguero begleiteten Antonio el Pipa bei diesem Auftritt.
Mit dem Stück De la tierra kam er im Folgejahr beim Festival von Jerez wieder auf die Themen seines ersten Stücks Vivencias zurück: die Begegnung mit dem Tanz, den Stimmen und den Gitarren von Jerez. Den Jerezanos und den Besuchern bot er eine Seguiriya, eine Soleá por Bulería, Alegrías, eine Soleá und einen Cierre por Bulerías.
Pasión y ley, das er 2004 auf dem Festival von Jerez präsentierte, erzählt von seiner eigenen künstlerischen Arbeit, von dem Zwiespalt zwischen der Leidenschaft für die Kunst und den Notwendigkeiten der Tagesarbeit. Zugunsten des chronologischen Verlaufs löste er sich mit diesem Stück von der traditionellen stilistischen Struktur. Zum ersten Mal setzte er Tänzerinnen paarweise ein. Lola Greco stellte die Leidenschaft, la pasión, dar; María José Franco verkörperte das Gesetz, la ley.
Anlässlich der Biennale von Málaga 2005 brachte Antonio el Pipa De tablao in Vélez auf die Bühne. Das Stück ist der Geschichte der Tablaos gewidmet, jener kleinen Bühnen-Lokale, in denen sich ein Teil der Entwicklung des Flamenco abspielte. Ohne historisch exakt zu sein, bietet es einen bunten Strauß der Stücke, die das typische Programm eines solchen Theaters ausmachten: Soleares, Tangos, einen Taranto, eine Seguiriya, Alegrías, Jaleos und natürlich Bulerías. Als Tänzerinnen standen erneut María José Franco und Concha Vargas auf der Bühne. Den Gesang steuerte Juana la del Pipa bei. Nach der Uraufführung führte Antonio el Pipa das Stück auch international auf einer Reihe von Bühnen auf, darunter im Teatro Albéniz in Madrid, im City Center Theatre in New York, im Sadler’s Wells in London, im Théâtre Chaillot in Paris, in Volubilis in Marokko und im mexikanischen Guadalajara.
Zwei Jahre später, zur Biennale von Málaga 2007, stellte er Puertas adentro vor. Seinen eigenen Worten zufolge ist dieses Stück „eine Einladung an das Publikum, sich meinem Herzen zu öffnen und sich damit zu identifizieren.“ Das Stück folgt dem Gedicht Las tres heridas, Die drei Wunden, von Miguel Hernández; jedes seiner drei Teile hat eine symbolische Farbe: Schwarz für den Tod, Weiß für das Leben und Rot für die Liebe. Die Brücke zwischen ihnen schlagen zwei Ereignisse in seinem Leben: der Tod seiner Mutter und die Geburt seines Kindes. Auch dieses Stück bietet eine Vielfalt unterschiedlicher Palos, wobei die Bulerías aus Jerez die Szene beherrschen. Fermín Lobatón schrieb in seiner Kritik in El País sinngemäß, dass Antonio el Pipa ein Schauspiel geschaffen habe, in dem sich Gefühl mit schönen bildhaften Szenen und exzellenten künstlerischen Momenten verbinde.

### Familie
Anlässlich eines Interviews mit der Zeitschrift El Mundo sagte Antonio el Pipa 2007, dass er verheiratet sei und drei Kinder habe.

## Tanz
José Luis Navarro García charakterisiert den Stil von Antonio el Pipa als anmutig und empathisch, geprägt von seiner Heimatstadt Jerez und ihren Bodegas. Er sei persönlich und variantenreich. Antonio el Pipa habe es auch verstanden, Elemente des weiblichen Tanzes in seinen Stil einfließen zu lassen, ohne dass dieser dadurch seine Männlichkeit, seinen Ernst und seine Würde eingebüßt habe.
Antonio el Pipa selbst nimmt für sich in Anspruch, dem Gitano-Tanz in seiner reinen und authentischen Form treu zu sein, frei von Künstlichkeiten und überflüssigen Verzierungen. Die allerneuesten Trends, die sich im Flamenco abzeichneten, respektiere er, lehne sie aber für sich selbst ab.